# Wayne Shields
Wayne Shields (* 28. Oktober 1975) ist ein südafrikanischer Beleuchter und Kameramann.

## Leben und Karriere
Wayne Shields wurde 1975 in Südafrika geboren. Zu Beginn seiner Karriere arbeitete er als Best Boy. Seine erste Anstellung erhielt er 1999 beim thailändischen Fernsehfilm Shark Attack. Dieselbe Tätigkeit übte er beim Thriller Second Skin – Mörderisches Puzzle, einer südafrikanisch-britisch-kanadischen Koproduktion mit Natasha Henstridge und Angus Macfadyen in den Hauptrollen, ein Jahr später nochmals aus. Im Jahr 2005 war Shields der erste Lichttechniker für den Abschnitt in Afrika zu Lord of War – Händler des Todes, mit Nicolas Cage in der Hauptrolle, verantwortlich.
Als Gaffer arbeitete Shields ab 2007 unter anderem bei Filmen wie Die Fährte des Grauens, 10.000 B.C., Starship Troopers 3: Marauder und Scorpion King: Aufstieg eines Kriegers, in dem er auch eine Rolle spielte. Für den US-amerikanischen Fernsehfilm 24: Redemption, ein Prequel zur gleichnamigen Fernsehserie, war Shields als Gaffer für die Aufnahmen, die in Südafrika spielten, verantwortlich. Neben seiner Tätigkeit in Filmen arbeitet er auch als Lichttechniker für die Fernsehserien The Prisoner – Der Gefangene, The Runaway und Kidnap and Ransom.
Im Jahr 2012 war er mit Roel Reiné als Kameramann für Death Race: Inferno, einer Direct-to-DVD-Produktion, verantwortlich. Im gleichen Jahr erschienen die Filme Safe House mit Denzel Washington und Ryan Reynolds und Dark Tide mit Halle Berry und deren Verlobten Olivier Martinez, in denen Shields als Gaffer verantwortlich war.

## Filmografie (Auswahl)
- 1999: Shark Attack (Fernsehfilm)
- 2000: Second Skin – Mörderisches Puzzle (Second Skin)
- 2005: Lord of War – Händler des Todes (Lord of War)
- 2007: Die Fährte des Grauens
- 2008: Starship Troopers 3: Marauder
- 2008: 10.000 B.C. (10,000 BC)
- 2008: Scorpion King: Aufstieg eines Kriegers (The Scorpion King: Rise of a Warrior)
- 2008: 24: Redemption (Fernsehfilm)
- 2009: The Prisoner – Der Gefangene (The Prisoner, Fernsehserie, sechs Episoden)
- 2012: Dark Tide
- 2012: Safe House
- 2012: Death Race: Inferno (Death Race 3: Inferno)